# Nicușor Dan

Nicușor Dan (2025)

Nicușor Daniel Dan (* 20. Dezember 1969 in Făgăraș) ist ein rumänischer Politiker und seit 2025 Präsident Rumäniens.
Er gründete 2006 zunächst den lokalen Verein „Rettet Bukarest“, der sich für den Erhalt historischer Gebäude und von Grünflächen einsetzte. Daraus ging 2016 die landesweite Partei Uniunea Salvați România (USR; Union Rettet Rumänien) hervor, der Dan von der Gründung bis 2017 vorstand. Von 2016 bis 2020 war er Abgeordneter im rumänischen Parlament. Seit seinem Austritt aus der USR im Jahr 2017 ist er parteilos. Von 2020 bis 2025 war er Oberbürgermeister von Bukarest. Seine politische Ausrichtung wird als liberal (bzw. konservativ-liberal) und proeuropäisch beschrieben.

## Leben

### Berufliche Laufbahn als Mathematiker

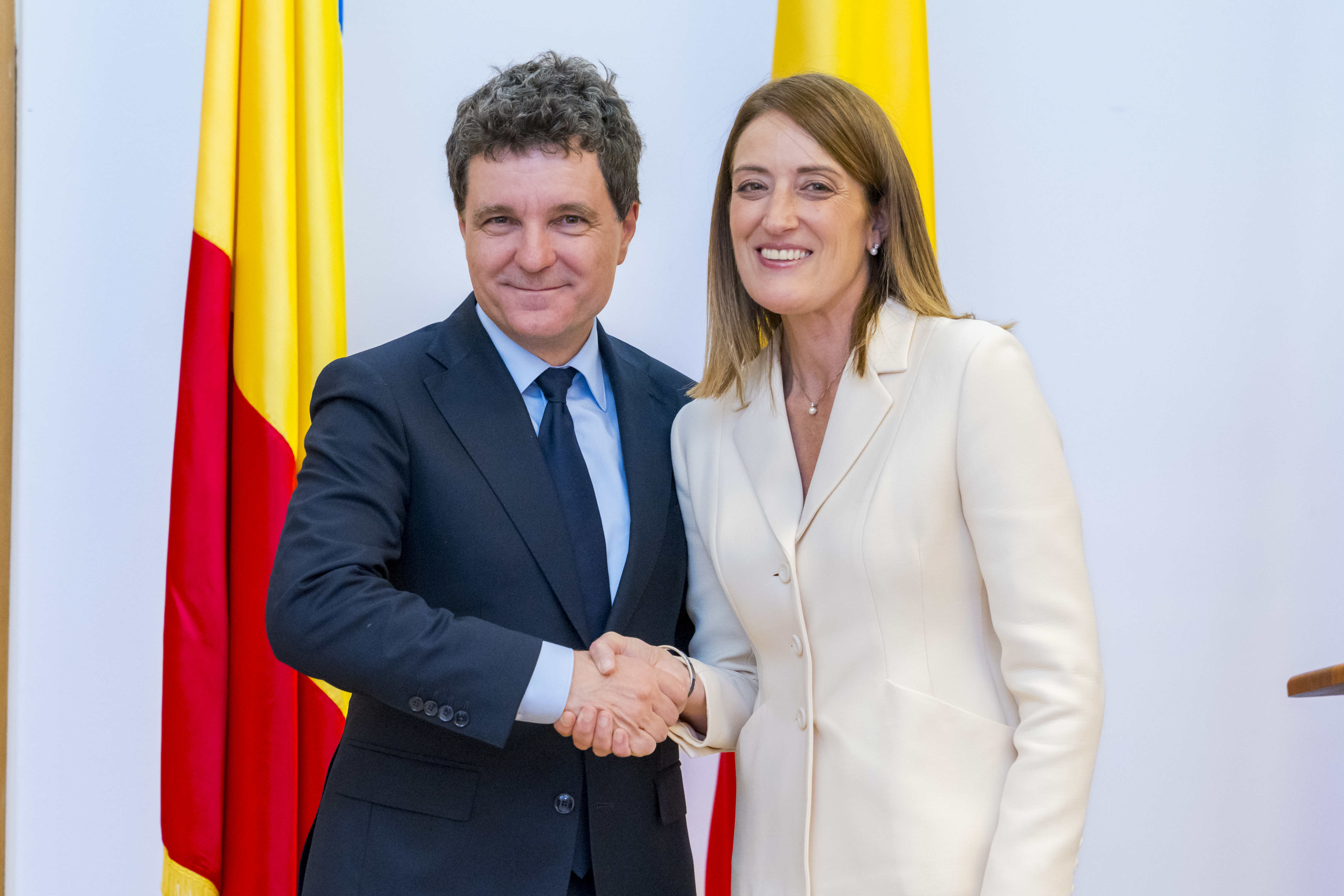
Dan und EP-Präsidentin Metsola

Nicușor Dan nahm in seiner Jugend zweimal (1987 und 1988) an der Internationalen Mathematik-Olympiade teil, wo er jeweils die Goldmedaille für Rumänien gewann. Er zog im Alter von 18 Jahren nach Bukarest und begann ein Mathematikstudium an der Universität Bukarest. 1992 zog er nach Frankreich, um sein Mathematikstudium an der École Normale Supérieure fortzusetzen. Seinen Master erwarb er 1993 und seinen Doktor 1998 an der Universität Paris-Nord. Dan forschte auf dem Gebiet der Arakelow-Geometrie. In diesem Jahr kehrte er nach Bukarest zurück und begründete seine Rückkehr mit seiner Unangepasstheit an die französische Kultur und dem Wunsch, Rumänien zu verändern. In Rumänien wurde er Mathematikprofessor am Institut für Mathematik „Simion Stoilow“ in Bukarest, ein Forschungsinstitut der Rumänischen Akademie.

### Politische Karriere
Dan gründete 2006 die Asociația Salvați Bucureștiul (Verband rettet Bukarest) als Reaktion auf den Abriss von Häusern des architektonischen Erbes und den Bau von Hochhäusern in geschützten Bukarester Stadtvierteln sowie auf die abnehmende Zahl von Grünflächen in Bukarest. Der Verband war in mehrere Klagen und juristische Auseinandersetzungen verwickelt und konnte auch einige Änderungen im Städtebaurecht durchsetzen. 2012 trat Dan als unabhängiger Kandidat bei der Bürgermeisterwahl von Bukarest an und erreichte knapp neun Prozent der Stimmen bei der Wahl.
Nachdem er 2015 die Asociația Salvați Bucureștiul unter dem Namen Uniunea Salvați Bucureștiul (USB, Union rettet Bukarest) als politische Partei registriert hatte, kandidierte Nicușor Dan 2016 erneut für das Amt des Oberbürgermeisters von Bukarest. Diesmal fanden die Wahlen in einem einzigen Wahlgang statt. Er erhielt 30,52 % der Gesamtstimmen und unterlag der sozialistischen Kandidatin Gabriela Firea, die 42,97 % der Gesamtstimmen erhielt. Vor allem bei jüngeren Wählern konnte Dan im Wahlkampf punkten. Im August 2016 wurde die USB in die Uniunea Salvați România (USR, Union rettet Rumänien) umgewandelt und von einer regionalen zu einer nationalen Partei. Bei der Parlamentswahl im Dezember 2016 kam die USR mit 8,9 Prozent auf den dritten Platz und Dan zog in die Abgeordnetenkammer des rumänischen Parlaments ein.
Im Jahr 2017 sammelte die gegen die gleichgeschlechtliche Ehe gerichtete Coaliția pentru Familie (Koalition für die Familie) die notwendige Anzahl von Unterschriften für ein Referendum mit dem Ziel, in der rumänischen Verfassung festzuschreiben, dass die Ehe nur „zwischen einem Mann und einer Frau“ geschlossen werden dürfe. Dies führte zu einer Spaltung innerhalb der USR zwischen dem progressiven Flügel, der sich gegen die Initiative aussprach, und Nicușor Dan, der der Meinung war, dass sich die USR nicht in die Debatte einmischen sollte und dass die Partei sowohl für Progressive als auch für Konservative offen bleiben sollte. Es folgte ein parteiinternes Referendum, bei dem 52,7 % der Mitglieder dafür stimmten, die Partei gegen die Verfassungsinitiative zu positionieren, was Dan dazu veranlasste, am 1. Juni 2017 aus der Partei auszutreten.

Dan (links) und George Simion während einer TV-Debatte am 8. Mai 2025

Im Mai 2019 kündigte er seine Absicht an, erneut als unabhängiger Kandidat für das Amt des Oberbürgermeisters von Bukarest zu kandidieren. Seine Kandidatur wurde sowohl von der USR als auch von der Partidul Național Liberal (PNL) unterstützt. Am 5. Oktober 2020 bestätigte das Zentrale Wahlbüro seine Wahl zum neuen Oberbürgermeister von Bukarest. Er gewann die Wahlen mit einer Mehrheit von 42,81 % gegen die Amtsinhaberin Gabriela Firea (37,97 %). Im Juni 2024 wurde er als Oberbürgermeister wiedergewählt.
Dan kandidierte bei der Präsidentschaftswahl in Rumänien 2025. Im ersten Wahlgang am 4. Mai 2025 erhielt er 21 % der Stimmen und zog in die Stichwahl ein. Am 18. Mai 2025 setzte sich Dan in der Stichwahl der Präsidentschaftswahl mit 53,6 % der Stimmen gegen George Simion durch. In seiner Kampagne setzte er sich vor allem gegen Korruption, für die weitere Unterstützung der Ukraine zur Abwehr des russischen Angriffskriegs und für eine pro-europäische Politik ein. Dan wurde am 26. Mai 2025 als Präsident vereidigt.

## Privates
In einem Interview für LIFE.ro erklärte Nicușor Dan: „Als ich noch sehr jung war, hörte ich, dass ich Arzt werden müsse, um Geld zu verdienen. Also nahm ich den Traum, Arzt zu werden, an. Dann war ich sehr gut in Mathematik und während des Kommunismus träumte ich davon, eine Führungsposition an einem Mathematikinstitut zu übernehmen, aber tatsächlich las ich Philosophie und Literatur. Dann wurde ich Mathematiker, dann Aktivist und jetzt Politiker.“
Nicușor Dan lebt mit seiner Freundin in einer Mietwohnung. Im Mai 2016, während des Wahlkampfs um das Bukarester Bürgermeisteramt, wurde er Vater eines Mädchens und im Mai 2022 Vater eines Jungen.